# جوان دوجيرتي
جوان دوجيرتي (بالإنجليزية: Joan Dougherty)‏ (و. 1927 – 2020 م) هي سياسية  كندية، ولدت في مونتريال، كانت عضوةً في حزب كيبيك الليبرالي، توفيت في ويسماونت، كيبك، عن عمر يناهز 93 عاماً، بسبب كوفيد-19.

## مناصب
تولت منصب عضو الجمعية الوطنية في كيبك ‏
.

## التعليم
تعلمت في جامعة مكغيل
.